# رشته‌کوه‌های اوکوتاما
کوه‌های اُوکوتاما (به ژاپنی: 奥多摩) یکی از رشته کوه‌های غرب توکیو در ژاپن است. این رشته کوه در جنوب غربی استان سایتاما، در شرق استان یاماناشی، و در شمال غربی استان کاناگاوا و در قسمت شرقی پارک ملی چیچیبو تاما کائی واقع شده‌است.

## کوه‌های شمالی اوکوتاما
- کوه کاوانوری

## کوه‌های مرکزی اوکوتاما
- کوه میتاکه
- کوه هی نو ده
- کوه گوزن
- کوه میتو
- کوه کوموتوری
- کوه موتسوایشی

## کوه‌های جنوبی اوکوتاما
- کوه ساسائونه
- کوه شوتو

## نگارخانه

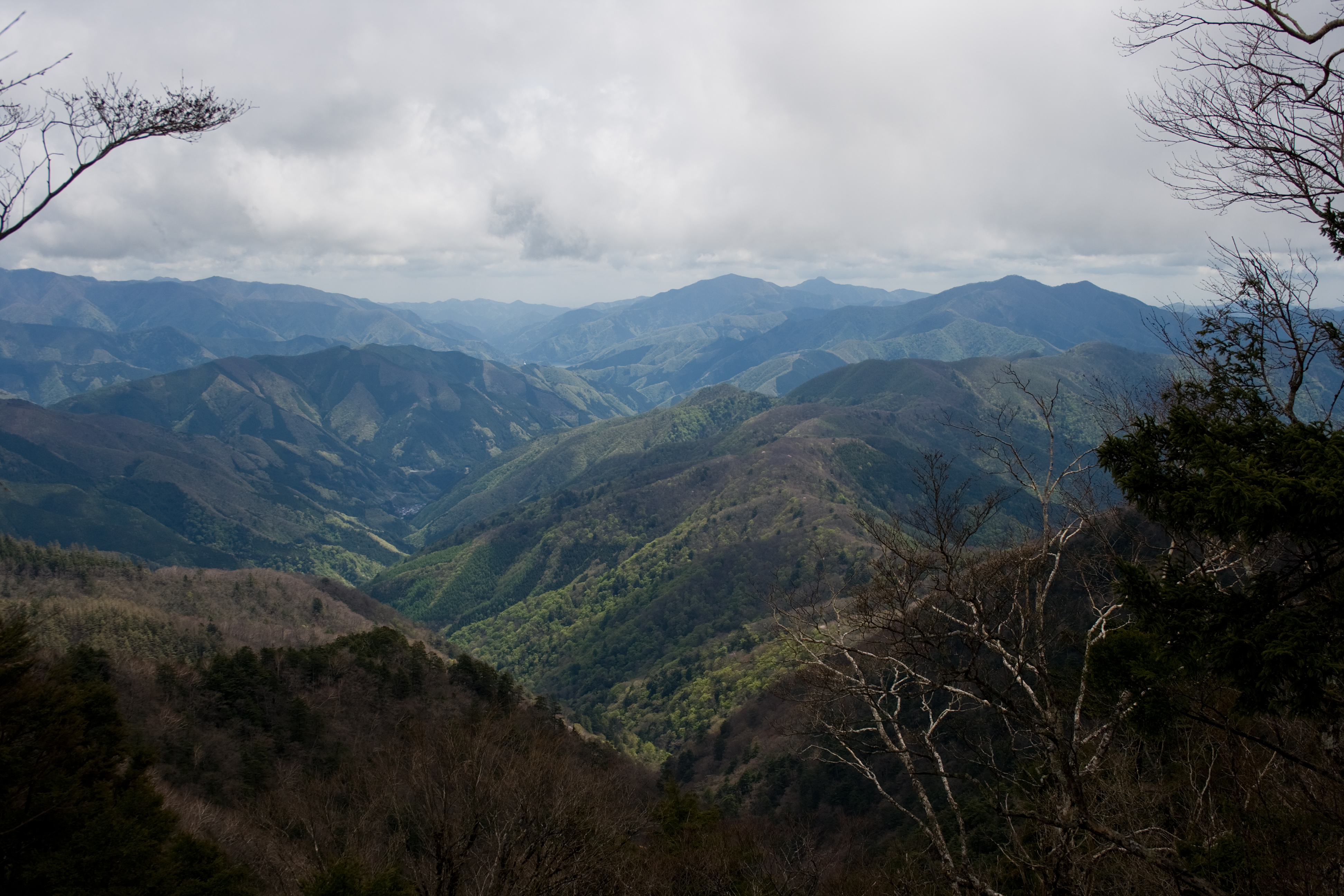
رشته کوه‌های اُوکوتاما .